# Mosè salvato dalle acque (Giambattista Tiepolo)
Mosè salvato dalle acque è un dipinto eseguito da Giambattista Tiepolo e conservato a Edimburgo presso la National Galleries of Scotland. L'opera è incentrata sul celebre episodio biblico descritto nel libro dell’Esodo, col ritrovamento del piccolo Mosè ad opera di Bithia, la figlia del faraone.
La principessa egizia ha le fattezze di Maria Cecilia Guardi, moglie del pittore.